# شيرين كند (مراغة)
شيرين‌ كند هي قرية في مقاطعة مراغة، إيران. عدد سكان هذه القرية هو 11 في سنة 2006.